# Ткаченко Юлія Семенівна
Ю́лія Семе́нівна Ткаче́нко (25 липня 1928 , Київ  — 21 березня 2008 , Київ ) — українська акторка. Народна артистка Української РСР (1970). Лауреатка Державної премії України ім. Т. Г. Шевченка (1971).

## Біографія
Народилася 25 липня 1928 р. в Києві в родині Семена і Катерини Ткаченків. У 1960 році закінчила Київський інститут театрального мистецтва ім. І. Карпенка-Карого, де викладала з 1986 року. Акторка Національного українського драматичного театру імені І. Франка.

Могила Юлії Ткаченко

Померла 21 березня 2008 року. Похована в Києві на Байковому кладовищі (ділянка № 1; поруч із батьками та чоловіком).

## Фільмографія
Знялась у фільмах:
- «Веселка» (1959, Наталка),
- «Не судилось» (1967),
- «Іду до тебе...» (1971),
- «Кассандра» (1974, т/ф, Кассандра),
- «Ти тільки не плач» (1979, Познанська),
- «Далекий голос зозулі» (1985),
- «Київські прохачі» (1992, т/ф),
- «Людське щастя» (1992, відео),
- «Дорога на Січ» (1994),
- «Острів любові» (1996, т/ф, 10 с.) та ін.

Їй присвячено телетвір О. Бійми «Юлія Ткаченко» з циклу «Немеркнучі зірки» (1998).